# 남원역 열차 추돌 사고
남원역 열차 추돌 사고(南原驛列車追突事故)는 1971년 10월 13일 새벽 6시경 남원역 플랫폼에서 남원에서 군산으로 수학여행을 가려던 남원초등학교 6학년 학생들과 남원에서 전주로 가던 전주공업고등학교 학생들이 탄 순천~서울행 제192호 완행열차가 고갯길에서 제동장치가 고장나면서 후진, 뒤에 있던 유조열차와 부딪혀 충돌한 사고이다. 이 사고로 인하여 남원초등학교 6학년 학생들과 남원에서 전주로 통학하는 전주공고 학생을 포함해 20명이 사망하고 48명이 부상을 입었다.

## 사고 원인
사고는 고갯길의 남원역에서 수학여행단을 태운 순천~서울행 제192호 완행열차의 제동장치가 고장나 후진으로 계속 진행하다가, 짙은 안개로 시야가 확보되지 않은 상태에서 후진하던 제1134호 유조열차를 발견하지 미쳐 못한 채 충돌, 열차가 지붕 위로 치고 올라오면서 앞 차량이 하중을 이겨내지 못하고 탈선해 발생하였다.

## 피해 상황
- 사망자 : 20명
- 부상자 : 48명